# Eleccions legislatives senegaleses de 2001
El 29 d'abril de 2001 es van celebrar eleccions legislatives al Senegal per a triar als membres de l'Assemblea Nacional. Van ser les primeres celebrades en virtut de la nova constitució aprovada en referèndum a l'inici de l'any. Després de la victòria d'Abdoulaye Wade en les eleccions presidencials de febrer-març de 2000, la Coalició Sopi, que inclou al Partit Democràtic Senegalès de Wade i els seus aliats, va obtenir una àmplia majoria.
Després de ser elegit president, Wade va entrar en una situació de cohabitació amb el Partit Socialista, que continuava tenint una aclaparadora majoria d'escons en l'Assemblea Nacional. Wade tenia prohibit constitucionalment dissoldre l'Assemblea Nacional i convocar noves eleccions parlamentàries, però va decidir revisar la Constitució i va dir que mentrestant no emprendria iniciatives polítiques. Com no pretenia promulgar noves lleis, no va necessitar arribar a un compromís amb l'Assemblea Nacional, que es va limitar a aprovar el pressupost i aixecar la sessió. El Partit Socialista no es va oposar als canvis constitucionals de Wade, que incloïen atorgar al president el dret a dissoldre l'Assemblea Nacional, i la nova constitució va ser aprovada sense problemes en un referèndum celebrat el gener de 2001. Wade va dissoldre llavors l'Assemblea Nacional i va convocar noves eleccions parlamentàries. La cambra alta del Parlament, el Senat, controlada pels socialistes, va ser abolida pel referèndum.
Encara que la constitució de gener de 2001 prohibia a Wade donar mítings durant la campanya electoral i a la Coalició Sopi no se li permetia utilitzar la seva foto en les paperetes, Wade va participar activament i destacada en la campanya de Sopi, la qual cosa li va valer les crítiques dels seus oponents. Wade va instar la població a votar a la Coalició Sopi per a poder governar eficaçment amb una majoria segura.